# Гамбарана
Гамбарана (итал. Gambarana) је насеље у Италији у округу Павија, региону Ломбардија.
Према процени из 2011. у насељу је живело 195 становника. Насеље се налази на надморској висини од 84 м.

## Становништво
| 1936. | 1951. | 1961. | 1971. | 1981. | 1991. | 2001. | 2011. |
| ----- | ----- | ----- | ----- | ----- | ----- | ----- | ----- |
| 722   | 720   | 602   | 447   | 359   | 309   | 281   | 242   |